# 無詞歌
《无词歌》，又译《無言歌》，是浪漫樂派作曲家所作的八冊48首鋼琴獨奏曲。這八冊分別在他生命中的不同時間點，為了讓業餘鋼琴家能夠演奏所作。這些鋼琴曲目屬於浪漫樂派的一部分，其特點是短且狂熱。

## 背景
孟德爾頌在30歲之前，已然對弗朗茨·舒伯特多達數百首的藝術歌曲擁有充分的研究與了解。對於舒伯特歌曲的藝術價值，孟德爾頌是讚賞的，然而同時，他亦對這些帶歌詞的藝術歌曲的極限產生了懷疑。他在1831年一封信中提到：「對我來講，要再為一首詩作譜曲，似乎不再可能了。」之後，他便著力於以純粹的鍵盤技法創作「歌曲」。這些鍵盤小品囊括（或說取代）了原來歌詞、歌者的功能，是以「無言」。
一般認為，范妮·门德尔松在這一系列小品當中的影響甚大。同時代的作曲家同行也指出，孟德爾頌的思考當中另有一些樣本。李斯特便認為，孟德爾頌可能參考了约翰·菲尔德的夜曲。亦有人主張，孟德爾頌的老師路德維希·貝爾格的練習曲，也可能是他的靈感來源。
再者，孟德爾頌所處的19世紀早中期，是現代鋼琴的機械成熟、且快速普及到社會各階層的時期，加以他自身優渥的經濟條件，使得這些鍵盤小品格外具有沙龍音樂的色彩與特性。

## 分析

### 第一冊
第一冊（Op. 19）作於1830年到1832年。
1. E大调，甜蜜的回忆
2. a小调，追悔
3. A大调，猎歌
4. A大调，无标题
5. f♯小调，不安
6. g小调，《威尼斯船歌》（Venetianisches Gondellied）第1號

### 第二冊
第二冊（Op. 30）作於1835年。 在第一冊和第二冊裡，孟德爾頌都為兩冊的第六首樂曲給予同樣的曲名：Venezianisches Gondellied (Venetian Gondelier's Song)。
1. E♭大调，瞑想
2. D♭大调，不安宁（也有称担心的）
3. E大调，安慰
4. b小调，无标题
5. D大调，无标题
6. f♯小调，《威尼斯船歌》第2號

### 第三冊
第三冊（Op. 38）作於1837年。
1. E♭大调，无标题
2. c小调，失去的幸福
3. E大调，无标题
4. A大调，无标题
5. a小调，无标题
6. A♭大调，〈二重奏〉（Duett），曲中旋律代表兩位不同的歌唱家

### 第四冊

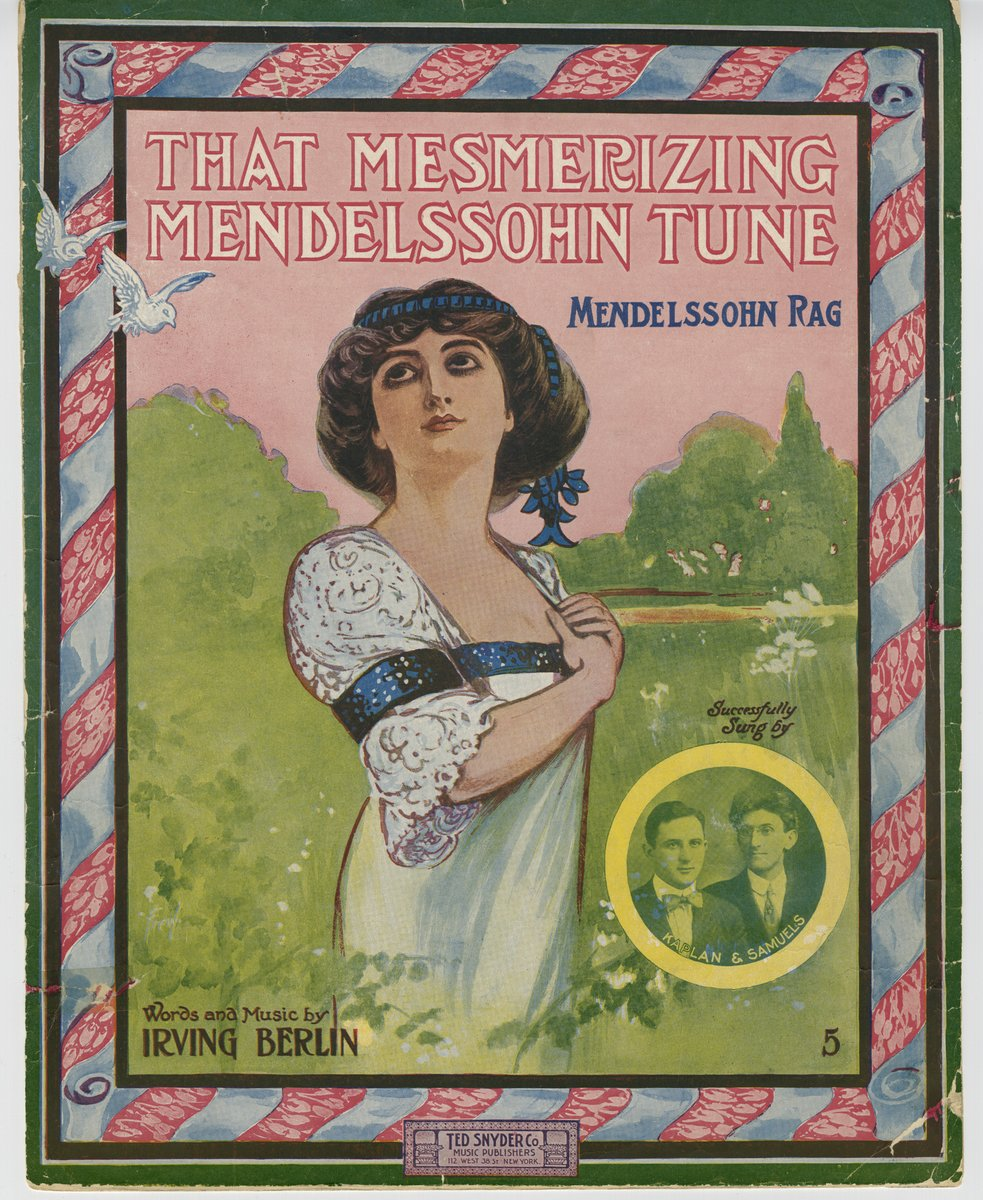
欧文·柏林的一首拉格泰姆取材于op. 62，no. 6

第四冊（Op. 53）作於1841年。
1. A♭大调，海滨
2. E♭大调，羊毛似的云霞
3. g小调，骚动
4. F大调，灵魂的悲伤
5. a小调，民歌（Volkslied）
6. A大调，飞翔

### 第五冊
第五冊（Op. 62）作於1844年。 第六首樂曲《春之歌》（A major 'Spring Song')是無言歌中最著名的一首。
1. G大调，五月的薰风
2. B♭大调，无标题
3. e小调，葬礼进行曲
4. G大调，晨歌
5. a小调，威尼斯船歌第3號
6. A大调，春之歌（Frühlingslied）

### 第六冊
第六冊（Op. 67）作於1845年。
1. E♭大调，快板，无标题
2. f♯小调，失去的幻想
3. B♭大调，宁静的快板，无标题
4. C大调，纺纱歌（蜜蜂的婚礼）
5. b小调，牧人的怨述
6. E大调，旋轉之歌（Spinnerlied），也被人們改了「蜜蜂的婚禮」(Bee's Wedding) 的別名，因為樂曲好像一大群蜜蜂在叫

### 第七冊
第七冊（Op. 85）於孟德爾頌死後才公諸於世。
1. F大调，田园风格
2. a小调，告别
3. E♭大调，急板，无标题
4. D大调，挽歌
5. A大调，无标题
6. B♭大调，无标题

### 第八冊
第八冊（Op. 102）作於1845年。
1. e小调，无标题
2. D大调，无标题
3. C大调，兒童小品，骑行
4. g小调，无标题
5. A大调，兒童小品，快乐的农夫
6. C大调，信念

## 錄音推薦
- Barenboim, Daniel.  (CD). Galleria. Deutsche Grammophon. 423 931-2.